# Maria Del Rio
Pour les articles homonymes, voir Del Rio.
 (mai 2017).
Maria Del Rio, née le 25 mars 1973 à Bruxelles, est une comédienne belge d'origine espagnole. Elle est aussi animatrice de radio et de télévision.

## Biographie
Maria Del Rio fait ses débuts au théâtre des Galeries (Bruxelles) en 1994 et foule les scènes théâtrales belges aux côtés de Pascal Racan, Martine Willequet, et celui qui deviendra son mari, Damien Gillard. Elle arrive à la RTBF en 1997 et sur RTL-TVI en avril 2005. Elle a animé des émissions comme Aimez-nous ou MDR.
À la RTBF, elle coanime l'émission musicale Pour la gloire avec Carlos Vaquera et le divertissement Bingovision en compagnie de Thomas Van Hamme qui la rejoindra plus tard sur RTL-TVI. 
En 1997, elle fait une brève apparition, sous les traits d'une serveuse, dans le téléfilm Des gens si bien élevés réalisé par Alain Nahum. L'actrice principale étant Michèle Morgan.
En 2003, elle sort un single, Luz de la Luna, sous le label Ars - Universal. Il atteindra la seizième place dans les charts en Flandres.
Elle coanime le Good Morning de Radio Contact avec Pascal Degrez de septembre 2009 à septembre 2014, puis avec Olivier Arnould. 
Elle est parfois au théâtre.
Le 23 novembre 2007, elle donne naissance à son fils Diego.
En 2008 et 2009, elle participe à l'action Dessine-moi un soleil contre la violence.
En 2017, pour l'opération caritative Télévie, elle joue dans la pièce Boeing Boeing de Marc Camoletti, sur une mise en scène de Jean-Paul Andret, aux côtés de  Sophie Pendeville, Sandrine Dans, Sandrine Corman, Michaël Miraglia et Olivier Leborgne, pièce retransmise sur RTL-TVI[source insuffisante].
En 2019, elle fait une apparition dans la série française Un si grand soleil.
En 2023, elle anime l'émission La meilleure friterie du 9 mars au 15 avril sur RTL-TVI[source secondaire souhaitée].
En 2023 toujours, elle lance sa marque de cosmétique Lela avec son compagnon Laurent Vieilletoile[réf. nécessaire].
En 2024, elle succède à Sandrine Dans dans la présentation de la version belge de l'émission L'amour est dans le pré.